# Gabriel Aalgaard
Gabriel Aalgaard (9 tháng 9 năm 1881 - 1973) là một nhà nông nghiệp và chính trị gia người Na Uy.
Ông sinh ra ở Ålgård là con trai của một sĩ quan và nông dân, Ole Aalgaard (1848–1936) và Martha Ueland (1859–1915). Ông đã tự mình được đào tạo sĩ quan từ nhỏ, tốt nghiệp trường sĩ quan năm 1903. Ông là một nông dân từ năm 1918, và trong quân đội, ông đạt cấp bậc Trung úy năm 1930. Ông được biết đến nhiều nhất với tư cách là chủ tịch của Norske Eggcentraler từ năm 1929 đến năm 1952 và thành viên của Hiệp hội Gia cầm Na Uy từ năm 1926 đến năm 1933. Ông là phó thị trưởng của Gjestal từ năm 1926 đến năm 1931, và sau đó là thành viên hội đồng thành phố từ năm 1935 đến năm 1946.
Cùng với Berta Serine Egeland (1895–1983), người mà ông kết hôn năm 1920, ông có con trai, nhà ngoại giao Ole Ålgård. Hai cha con có cùng một ngày sinh nhật.